# 43368 Rodrigoleiva
43368 Rodrigoleiva è un asteroide della fascia principale. Scoperto nel 2000, presenta un'orbita caratterizzata da un semiasse maggiore pari a 2,2870603 au e da un'eccentricità di 0,1921024, inclinata di 26,18240° rispetto all'eclittica.